# Мёллендорф, Отто Франц фон
Отто Франц фон Мёллендорф (1848—1903) — немецкий малаколог и дипломат.
Учился в Галле. Для того, чтобы иметь возможность путешествовать и собирать материалы для исследований, перешёл на консульскую службу и был долгое время в восточной Азии.
В 1886 году, вследствие расстроенного в тропиках здоровья, перешел германским консулом в Ковно, а с 1901 года всецело предался научной обработке коллекции Зенкенбергского музея во Франкфурте, будучи назначен профессором академии социальных и коммерческих наук в этом городе.
Был одним из лучших знатоков наземных моллюсков палеарктической области, он обрабатывал, в том числе, богатые коллекции зоологического музея Императорской академии наук, собранные русскими путешественниками в центральной Азии.
Число научных работ Мёллендорфа весьма велико (см. «Ежегодник Зоологического Музея Императорской Академии Наук»); описал приблизительно 1500 новых видов моллюсков.
Его сын, de:Wilhelm von Möllendorff (1887—1944) — немецкий анатом.